# RNASE9
RNASE9 (англ. Ribonuclease A family member 9 (inactive)) – білок, який кодується однойменним геном, розташованим у людей на 14-й хромосомі. Довжина поліпептидного ланцюга білка становить 205 амінокислот, а молекулярна маса — 24 307.
| 10         |  | 20         |  | 30         |  | 40         |  | 50         |
| ---------- |  | ---------- |  | ---------- |  | ---------- |  | ---------- |
| MMRTLITTHP |  | LPLLLLPQQL |  | LQLVQFQEVD |  | TDFDFPEEDK |  | KEEFEECLEK |
| FFSTGPARPP |  | TKEKVKRRVL |  | IEPGMPLNHI |  | EYCNHEIMGK |  | NVYYKHRWVA |
| EHYFLLMQYD |  | ELQKICYNRF |  | VPCKNGIRKC |  | NRSKGLVEGV |  | YCNLTEAFEI |
| PACKYESLYR |  | KGYVLITCSW |  | QNEMQKRIPH |  | TINDLVEPPE |  | HRSFLSEDGV |
| FVISP      |  |            |  |            |  |            |  |            |

A: Аланін

C: Цистеїн

D: Аспарагінова кислота

E: Глутамінова кислота

F: Фенілаланін

G: Гліцин

H: Гістидин

I: Ізолейцин

K: Лізин

L: Лейцин

M: Метіонін

N: Аспарагін

P: Пролін

Q: Глутамін

R: Аргінін

S: Серин

T: Треонін

V: Валін

W: Триптофан

Задіяний у такому біологічному процесі, як альтернативний сплайсинг. 
Секретований назовні.